# زنگ الکتریکی

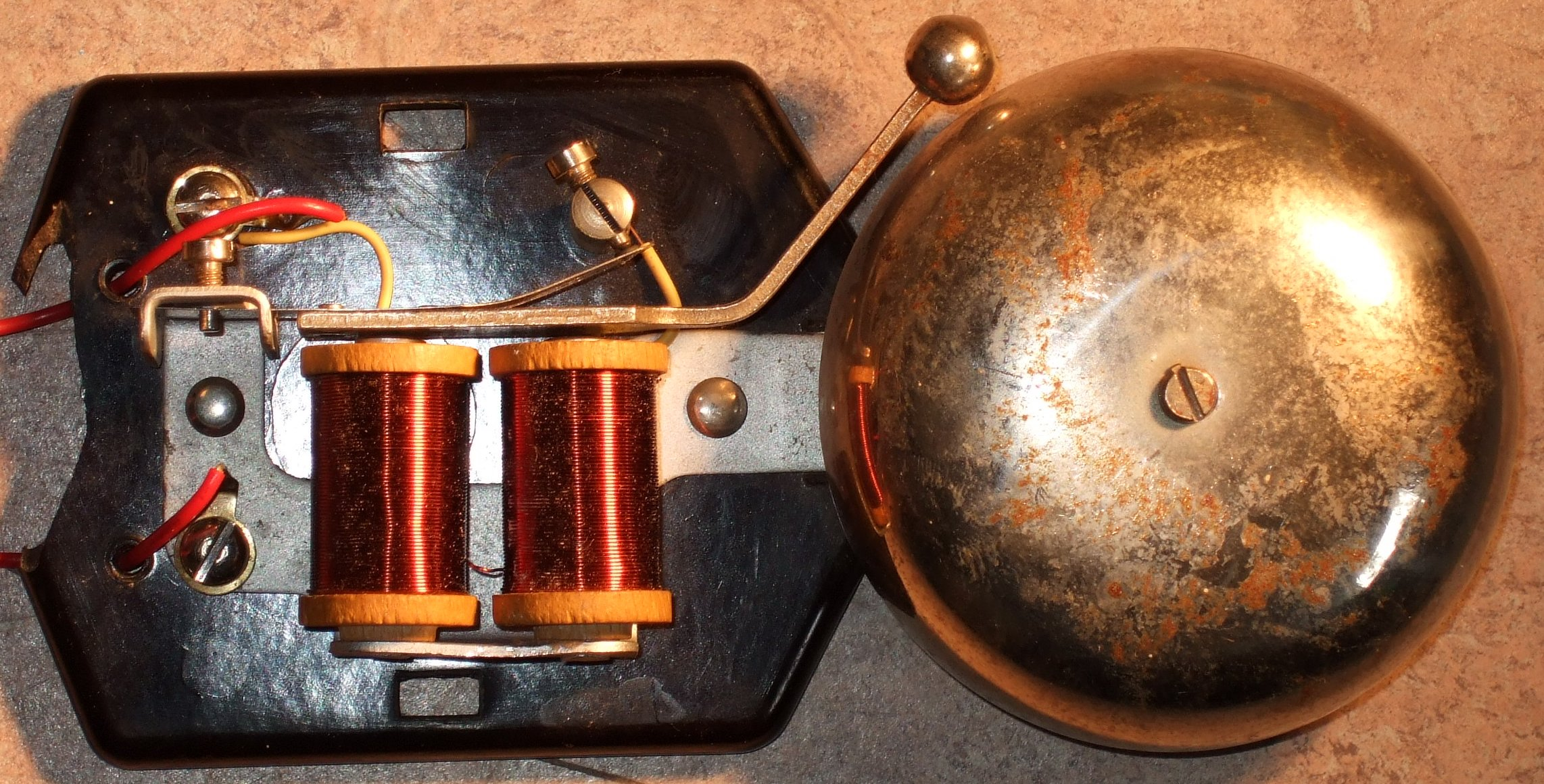
زنگ برقی قدیمی، در این مدل، وقتی برق به سیم‌پبچ زنگ اعمال می‌شود باعث می‌شود که آن سیم‌پیچ مغناطیس شود و اهرم را به طرف خود جذب کند وقتی اهرم به سمت سیم‌پیچ مغناطیس شده جذب شد به ناقوس برخورد کرده و تولید صدا می‌کند. از جهت دیگر وقتی اهرم به سوی سیم‌پیچ جذب می‌شود باعث می‌شود مدار قطع می‌شود و اهرم به جای اول برگردد که دوباره مدار وصل می‌شود و این برخورد و قطع ادامه می‌یابد و صدایی ضربه‌ای تولید می‌شود.

زنگ الکتریکی (انگلیسی: Electric bell) نوعی زنگ است که با آهنربای الکتریکی کار می‌کند. از این وسیله در تلفن، سیستم اعلام حریق، دزدگیر، زنگ در و زنگ مدرسه استفاده می‌شود. 